# Rudolf Hrušínský
Rudolf Hrušínský (n. 17 octombrie 1920, Nová Včelnice⁠(d), Boemia de Sud, Cehia – d. 13 aprilie 1994, Praga, Cehia) a fost un actor ceh. A fost unul dintre cei mai populari actori cehi. Multe dintre filmele sale precum Bravul soldat Svejk, Incineratorul sau Vară capricioasă sunt considerate clasice ale cinematografiei cehe. A primit Legiunea de onoare din partea Franței și titlul de artist emerit al Cehoslovaciei. Jiří Menzel l-a descris odată ca un „Jean Gabin ceh”.

## Biografie

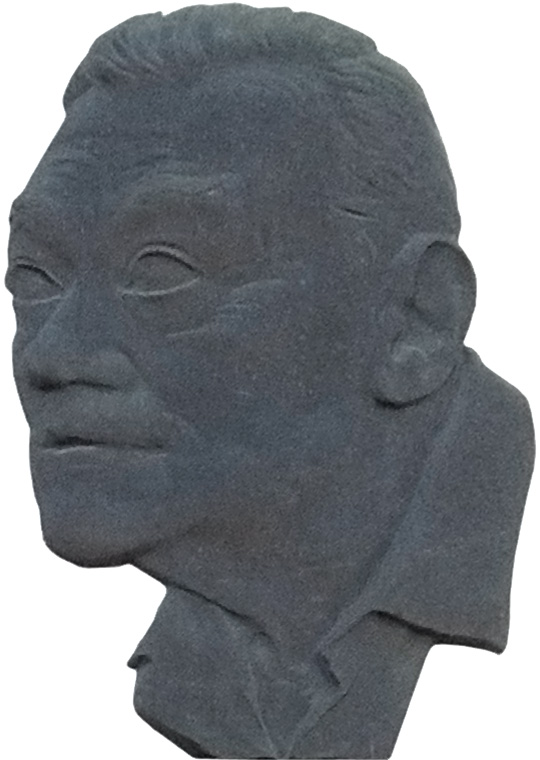
Placă comemorativă în orașul său natal

Rudolf Hrušínský s-a născut în spatele teatrului din Nová Včelnice⁠(d), districtul Jindřichův Hradec la 17 octombrie 1920. Părinții săi au fost Hermina Červičková și Rudolf Hrušínský (născut Rudolf Böhm). Familia sa s-a mutat în mai multe locuri, dar în cele din urmă s-a stabilit la Praga în vila familiei din strada Nad Nuslemi. A studiat dreptul, dar a abandonat pentru a începe o carieră în actorie. Inițial a interpretat roluri minore pe scenă, dar a reușit să fie distribuit în roluri celebre de film, iar multe dintre acestea i-au adus faima în străinătate. Și-a petrecut cea mai mare parte a carierei sale teatrale la Teatrul Național Ceh. 
În perioada 1940 – 1943, 1945 – 1948 și din nou în anii 1949 – 1950 a lucrat în Teatrul Vinohrady, în anii 1950 – 1960 la Teatrele Municipale din Praga. Din 1960 a fost angajat al Teatrului Național din Praga. În 1965 a primit titlul de artist emerit.
În 1968 a semnat manifestul „Două mii de cuvinte care aparțin muncitorilor, fermierilor, oficialilor, oamenilor de știință, artiștilor și tuturor” (în cehă Dva tisíce slov, které patří dělníkům, zemědělcům, úředníkům, vědcům, umělcům a všem). În consecință, nu i s-a permis să joace în filme până în anul 1976. Regimul de atunci s-a răzbunat nu numai pe Hrušínský, ci și pe ambii fii ai săi. Această situație a dus la o lipsă de finanțe în familie și, de asemenea, a afectat sănătatea lui Hrušínský.
Regizorul Jiří Menzel a intenționat să realizeze un serial TV vest-german ca o adaptare a cărții Peripețiile bravului soldat Švejk cu Hrušínský în rolul titular. Cu toate acestea Guvernul Cehoslovac nu și-a dat acordul pentru acest proiect.
După Revoluția de Catifea, s-a implicat pentru scurt timp în politică. Rudolf Hrušínský a intrat în Parlamentul Cehiei ca membru al partidului liberal-democrat Forumul Civic (în cehă: Občanské fórum, OF).
S-a căsătorit în decembrie 1945. Fiii săi, Rudolf Hrušínský Jr.⁠(d) (n. 1946) și Jan Hrušínský⁠(d) (n. 1955) sunt ambii actori. Nepoata lui (fiica lui Jan) Kristýna Hrušínská este, de asemenea, actriță, iar de ceva timp și nepotul său Rudolf Hrušínský.
Rudolf Hrušínský a decedat în 1994 și este înmormântat în cimitirul Olšany din Praga.

## Filmografie (selecție)
- Cesta do hlubin študákovy duše⁠(d) (1939)
- Humoreska⁠(d) (1939)
- Turbina (1941)
- Nocturnal Butterfly⁠(d) (1941)
- The Hard Life of an Adventurer⁠(d) (1941)
- Barbora Hlavsová⁠(d) (1942)
- Mlhy na blatech (1943)
- Spring Song⁠(d) (1944)
- Mist on the Moors (1944)
- Premonition⁠(d) (1947)
- The Last of the Mohicans⁠(d) (1947)
- Răpirea (1952)
- The Secret of Blood⁠(d) (1953)
- The Strakonice Bagpiper⁠(d) (1955)
- Bravul soldat Svejk (1957) – Josef Švejk
- Hvězda jede na jih⁠(d) (1958)
- La ordinele dumneavoastră! (1958) – Josef Švejk
- Dařbuján a Pandrhola⁠(d) (1960)
- Baronul de Münchhausen (1961) – Sultanul
- The Night Guest⁠(d) (1961)
- Vară capricioasă (Rozmarné léto, 1967)
- Incineratorul (Spalovač mrtvol, 1968)
- Larks on a String⁠(d) (Skřivánci na niti, 1969)
- Dinner for Adele⁠(d) (Adéla ještě nevečeřela, 1977)
- Swap⁠(d) (A kétfenekű dob, 1978)
- Ball Lightning⁠(d) (Kulový blesk, 1978)
- Acei oameni minunați cu aparatul de filmat (1978)
- Lásky mezi kapkami deště⁠(d) (1979)
- Cutting It Short⁠(d) (Postřižiny, 1980)
- Pozor, vizita! (1981)
- Misterele de la castel sau Castelul misterios din Carpați (Tajemství hradu v Karpatech, 1981)
- Unterwegs nach Atlantis⁠(d) (1982, serial TV)
- The Snowdrop Festival (Slavnosti sněženek, 1983)
- Three Veterans (Tři veteráni, 1983)
- Dissolved and Effused  (Rozpuštěný a vypuštěný, 1984)
- Sătucul meu (Vesničko má středisková, 1985)
- Forbidden Dreams⁠(d) (Smrt krásných srnců, 1986)
- Moartea frumoșilor căpriori (1987)
- Dobří holubi se vracejí⁠(d) (1988)
- Magicianul (1988)
- How Poets Are Enjoying Their Lives⁠(d) (1988)
- Sfârșitul vremurilor vechi (1989)
- Ciocârliile pe sârmă (1990)[22]
- The Elementary School⁠(d) (Obecná škola, 1991)
- La piovra, sezonul 6- L'ultimo segreto, (1992, serial TV)[23]